# 富奧冰球館
富奧冰球館是2007年冬亞運的比賽場館之一，同是吉林省第一個專業的冰球館，在此會進行冰球項目中所有男子初賽至決賽的賽事。
冰球館占地5300平方米，建築面積11000平方米，可容納觀眾800人，在2006年6月投入使用服務。